# Анна Донева
Анна Светозарова Донева е един от най-изявените български съвременни хореографи и преподаватели по съвременни танцови техники.

## Биография
Родена е в София, в семейството на българския оперен режисьор Светозар Донев и прима-балерината от Музикалния театър „Стефан Македонски“ Светлана Донева (Светлана Христова). Има по-голям брат, Стефан Донев, понастоящем също оперен режисьор.
Анна Донева започва танцовото си обучение през 1987 г. в Националното училище за танцово изкуство в София /Държавно хореографско училище/. През 1993 г. продължава обучението си в театралната паралелка към Театър “4xC” и участва в спектакли на трупата. През 1999 г. завършва Бакалавър – балетен педагог в ДМА “П.Владигеров”. В периодът 1999–2001 г. продължава танцовото си обучението си в Лабан Център Лондон, Великобритания, където се дипломира с професионална диплома по танцово обучение – хореография, хореология, рилийз и Кънингам танцови техники, и др. През 2011 завършва Магистратура – балетна режисура в Академията за музикално, танцово и изобразително изкуство "Проф. Асен Диамандиев" - Пловдив. В периода 2001 - 2015 г. работи в Националното училище за танцово изкуство, където преподава съвременен клас базиран на рилийз техника, Кънингам техника, Лабан анализи и репертоар в сферата на съвременния танц. Анна е от екипа създал първият департамент за съвременен танц в Националното училище за танцово изкуство. Между 2011 и 2015 година е и директор на Националното училище за танцово изкуство – София. Преподава и е член на жури на балетни семинари и конкурси в България и Италия. През 2008 г. с танцовата си миниатюра “Българска роза” е избрана от международно жури да представя България на Европейската танцова платформа във Франкфурт и е поканена да бъде представител за България в Европейската танцова организация “AEROWAVES” между 2008 и 2011 година.

За “Някои го предпочитат горещо” и “Евита” през 2003 и 2005 г. получава “Кристална лира” за “Постановъчен екип”. През 2007 получава “Кристална лира” за “Хореография” за мюзикъла “Мис Сайгон”. През 2011 г. Сребърна лира за високи постижения в областта на балетното изкуство и 2012 г. Награда за „Съвременна хореография“ на XV Национална среща на млади балетни изпълнители „Анастас Петров“.. 

## Творчество
Хореограф е на редица балетни постановки, мюзикъли и танцови миниатюри за:
Софийска опера и балет
2022 "Сън в лятна нощ" Шекспир, муз. Менделсон
2015 „Ловци на бисери“ Бизе
Национален музикален театър
2023 „Любовта никога не умира“ А. Л. Уебър
2009 „Котки“ А. Л. Уебър
2007 „Мис Сайгон“, Шьонберг
2005 „Евита“ А. Л. Уебър
2003 „Някои го предпочитат горещо“ П. Стоун, Б. Уайлдър, И. А. Даймънд
2002 „Исус Христос Суперзвезда“ А. Л. Уебър
Балет „Арабеск“
2016 ”Шепот”, муз. Шостакович – 15-и струнен квартет"
2013 „Лебедово езеро“, Чайковски
2008 „Акварели“ Паганини, Брамс и др.
1999 „Черна кутия“ Георги Арнаудов
1998 „Заспивайки ТАМ" А. Вапиров
Държавна опера Варна
2020 "Хубата Елена"  Офенбах
2019 „Любовта никога не умира“ А. Л. Уебър
2019 „Големанов“ Георги Костов и Иво Сиромахов
2017 „Котки“ А. Л. Уебър
2014 „Исус Христос Суперзвезда“ А. Л. Уебър
2013 „Музикална гала“ А. Л. Уебър
Държавна опера Пловдив
2019 „Акварели“ Паганини, Брамс и др.
Държавна опера Русе
2015 „Молитва“ Бах
2009„Прилепа“ Й. Щраус
Национално училище за танцово изкуство
„Спомен“
„За една дива роза“
„Забравени картини“
„Кармина Бурана“
„Етюд за трима“
„Изповед“
„Бах 2“
„Време затворени очи“
„Писма от Европа“
„Мълчаливите“
„Начало“
„Докосване“
„Бах“
„Дует“
„Соло“
„Българска роза“
„Святи Боже“
„Целувката“ и др. 
През 2008 г. хореографията ѝ „Българска роза“ е селектирана от международно жури да представи България на Европейската танцова платформа във Франкфурт. От 2008 до 2011 г. е представител на РБългария в Европейската танцова организация „AEROWAVES“. От 2001 до 2015 г. преподава в Националното училище за танцово изкуство и от 2011 до 2015 г. е директор на училището. От 2016 г. e Главен експерт „Музика и танц“ в Дирекция „Култура“ на Столична община. От 2001 за различни периоди е гост преподавател, хореограф или член на жури на балетни конкурси в България, Италия, и Шотландия.

## Награди
-2003 г. Кристална лира за постановъчен екип на мюзикъла „Някои го предпочитат горещо“
-2005 г. Кристална лира за постановъчен екип на мюзикъла „Евита“
-2007 г. Кристална лира за хореография на мюзикъла „Мис Сайгон“
-2011 г. Сребърна лира за високи постижения в областта на балетното изкуство
-2012 г. Награда за „Съвременна хореография“ на XV Национална среща на млади балетни изпълнители „Анастас Петров“. 